# Glade Spring
Glade Spring est une municipalité américaine située dans le comté de Washington en Virginie.
Selon le recensement de 2010, Glade Spring compte 1 456 habitants. La municipalité s'étend sur 1,22 mille carré (3,16 km2).
D'abord appelée Passawatamie en référence à un village indien, la localité se développe au milieu du XIXe siècle grâce à l'arrivée du Virginia and Tennessee Railroad (en). Glade Spring devient une municipalité en 1875. Son quartier commerçant historique, autour de sa place publique, est inscrit au Registre national des lieux historiques depuis 2013.